# Trichomycterus gorgona
Trichomycterus gorgona är en fiskart som beskrevs av Fernández och Schaefer 2005. Trichomycterus gorgona ingår i släktet Trichomycterus och familjen Trichomycteridae. Inga underarter finns listade i Catalogue of Life.